# OnLive
OnLive was een Amerikaans bedrijf gericht op streamtechnieken voor computerspellen. OnLive's vlaggenschip was haar cloudgamingdienst, waarmee abonnees computerspellen konden huren of uitproberen zonder ze te installeren op hun apparaat. De spellen werden geleverd door Onlive's client-software als streaming video waarbij de inhoud op de server werd afgespeeld en verstuurd naar de eindgebruiker via het internet. Deze techniek zorgde ervoor dat de spellen uitgevoerd konden worden op computers en apparaten die normaal gesproken niet in staat zouden zijn ze uit te voeren door onvoldoende hardwarespecificaties. Ook zorgde deze techniek voor mogelijkheden om gameplaybeelden op te nemen en die van andere spelers te bekijken.
De service was beschikbaar voor personal computers en mobiele apparaten, maar ook via smart-tv's en een speciaal console-achtig apparaat bekend als de OnLive Game System.

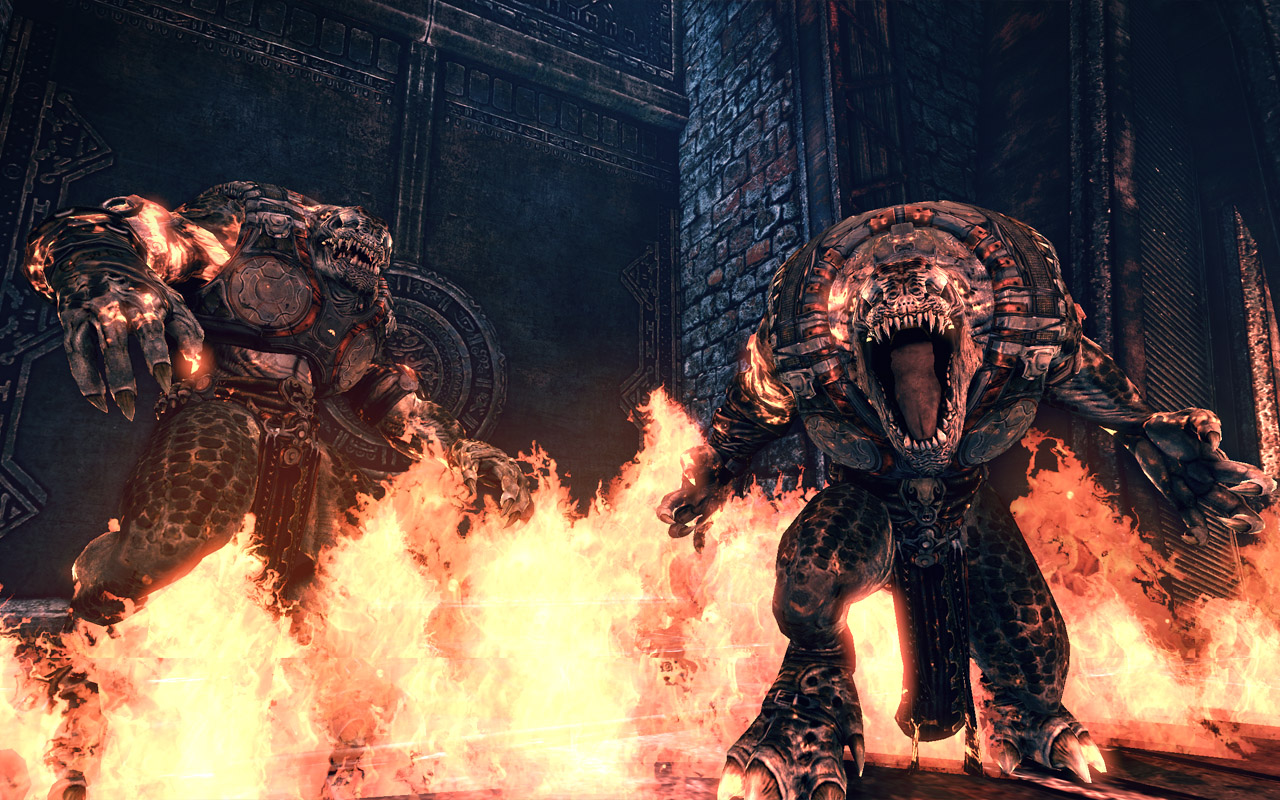
The Ball was een van OnLive's lanceertitels in het Verenigd Koninkrijk.

## Geschiedenis
OnLive werd aangekondigd op de Game Developers Conference in 2009. Het oorspronkelijke plan was om de dienst uit te brengen eind 2009. De oorspronkelijke investeerders van OnLive waren onder andere Warner Bros., Autodesk en Maverick Capital. Een tweede investeringsronde werd gedaan onder AT&T Media Holdings, Inc. en Lauder Partners en de oorspronkelijke investeerders. In mei 2010 werd aangekondigd dat British Telecom en Belgacom partners werden van OnLive en daarin zouden investeren.
Op 10 maart 2010 kondigde OnLive aan dat de OnLive Game Service van start zou gaan op 17 juni 2010 in de Verenigde Staten. Op 4 oktober 2010 kondigde OnLive aan dat er niet langer betaald hoefde te worden voor de dienst. Op 11 maart 2010 kondigde OnLive CEO Steve Perlman de OnLive Game Portal aan, een gratis manier om toegang te krijgen tot computerpellen van OnLive om te huren en uit te proberen, maar zonder de sociale mogelijkheden van de Game Service. Er werd gesteld dat het later van start zou gaan in 2010 na de lancering van OnLive Game Service.
Op 10 december 2010 kreeg OnLive een patent toegewezen op cloudgaming door The US Patent Office.
Het bedrijf kwam in 2012 met OnLive Desktop, een dienst waarmee een cloud-gebaseerde instantie van Windows beschikbaar was op tabletcomputers.
Op 3 april 2015 kondigde OnLive aan dat het haar patenten verkocht had aan Sony Interactive Entertainment en dat alle diensten gesloten zouden worden op 30 april 2015.
Sony maakt voor haar platform "PlayStation Now" vanaf 2012 gebruik van een vergelijkbare dienst, die werd ontwikkeld door Gaikai, een voormalig concurrent van OnLive.
Gaikai · GeForce NOW · Kalydo · Liquidsky · Luna · OnLive · PlayStation Now · Stadia · Xbox Cloud Gaming